# Aibonito (gemeente)
Aibonito is een van de 78 gemeenten (municipio) in de vrijstaat Puerto Rico.
De gemeente heeft een landoppervlakte van 81 km² en telt 26.493 inwoners (volkstelling 2000).

## Plaatsen
- Aibonito
- Pastos